# Charlie Clouser
Charles Alexander Clouser, detto Charlie (Hanover, 28 giugno 1963), è un compositore, tastierista e produttore discografico statunitense.

## Biografia
Nato e cresciuto ad Hanover, nel New Hampshire, Clouser ha dimostrato sin da bambino un particolare interesse per la musica, utilizzando strumenti come il theremin, il sintetizzatore e la batteria. Dal 1994 al 2000 ha lavorato per la band musicale Nine Inch Nails. Prima ancora di lavorare con essi, aveva già lavorato con l'ex chitarrista dei L.A. Guns Mick Cripps e con il collaboratore Sean Beavan per l'etichetta discografica Nothing Records. Successivamente si dedica al remix di alcune canzoni di Marilyn Manson, degli White Zombie, dei Rammstein e dei Meat Beat Manifesto.
Nel 2004, in veste di produttore discografico, produce l'album Size Matters degli Helmet, il quale era destinato a diventare l'album solista di Page Hamilton, e una delle tracce di quell'album, Throwing Punches, entrò nella colonna sonora del film Underworld.
Oltre che alla musica, Clouser si è dedicato anche alla produzione di colonne sonore per il cinema e la televisione. Tra i suoi lavori più noti si possono ricordare quelli della serie cinematografica di Saw, Deepwater, Dead Silence, Death Sentence e Resident Evil: Extinction. In campo televisivo, invece, ha composto le musiche di Las Vegas, Fastlane e Numb3rs. Ha composto anche il tema principale di American Horror Story.

## Filmografia

### Cinema
- Saw - L'enigmista (Saw), regia di James Wan (2004)
- Deepwater, regia di David S. Marfield (2005)
- Saw II - La soluzione dell'enigma (Saw II), regia di Darren Lynn Bousman (2005)
- Saw III - L'enigma senza fine (Saw III), regia di Darren Lynn Bousman (2006)
- Dead Silence, regia di James Wan (2007)
- Death Sentence, regia di James Wan (2007)
- Resident Evil: Extinction, regia di Russell Mulcahy (2007)
- Saw IV, regia di Darren Lynn Bousman (2007)
- Saw V, regia di David Hackl (2008)
- Saw VI, regia di Kevin Greutert (2009)
- Il segreto di David - The Stepfather (The Stepfather), regia di Nelson McCormick (2009)
- Saw 3D - Il capitolo finale (Saw 3D), regia di Kevin Greutert (2010)
- The Collection, regia di Marcus Dunstan (2012)
- Saw Legacy (Jigsaw), regia di Michael e Peter Spierig (2017)
- Spiral - L'eredità di Saw (Spiral: From the Book of Saw), regia di Darren Lynn Bousman (2021)
- Unhuman, regia di Marcus Dunstan (2022)
- Saw X, regia di Kevin Greutert (2023)

### Televisione
- Fastlane - serie TV, 22 episodi (2002-2003)
- Las Vegas - serie TV, 106 episodi (2003-2008)
- Numb3rs - serie TV, 118 episodi (2005-2010)
- Fear Itself - serie TV, 13 episodi (2008-2009)
- American Horror Story - serie TV (2011) - tema principale
- Wayward Pines - serie TV, 20 episodi (2015-2016)
- Childhood's End - miniserie TV, 3 episodi (2015)